# Рик Далтон
Рик Далтон (англ. Rick Dalton; 22 апреля 1933 года, Сент-Луис, Миссури, США — 19 мая 2023 года, Гавайи, США) — персонаж, придуманный Квентином Тарантино, американский и итальянский актёр, снимавшийся в телесериалах и фильмах разных жанров, друг Клиффа Бута. Главный герой фильма «Однажды в Голливуде» (2019) и связанных с ним романов — «Однажды в Голливуде» (вышел в 2021 году) и «Фильмы Рика Далтона» (написан к началу 2022 года).

## Биография
Рик Далтон впервые появляется в фильме «Однажды в Голливуде» в связи с событиями 1969 года. На тот момент это довольно опытный актёр, снявшийся в телевизионном вестерне «Закон охоты» (1959—1964), а потом получивший ряд второстепенных ролей в кино. Его неизменно сопровождал друг и постоянный дублёр Клифф Бут. У Далтона был контракт на четыре картины с компанией Universal Pictures, срок которого истёк в 1967 году. Закрепиться в мире кино Далтон не смог, и в 1967 году он начал сниматься в качестве приглашенной звезды в телесериалах в ролях злодеев.
В 1969 году Рик уехал на время в Италию, где снялся в нескольких спагетти-вестернах. Он решил закончить карьеру, но всё изменилось после нападения на его дом последователей Чарльза Мэнсона: Далтон, расправившийся с нападающими, оказался в центре внимания СМИ, благодаря этому начал снова получать роли в кино и большие гостевые роли в телесериалах, включая эпизод шоу «Миссия невыполнима», посвященный его персонажу.
После этого Далтон вместе со своим дублером сыграл в выдуманном боевике «Пожарный» 1980 года. Согласно Тарантино, эта картина стала хитом проката и получила два успешных сиквела, один из которых режиссировал Бут. В 1988 году Далтон закончил карьеру и переехал на Гавайи со своей женой Франческой Капуччи, а на Гавайском международном кинофестивале 1996 года встретился с Тарантино. Он умер 20 мая 2023 года на Гавайях, о чём Тарантино и его соавтор Роджер Эвери сообщили в твиттер-аккаунте своего подкаста The Video Archive.
После сообщения о смерти актёра Тарантино объявил о начале «ретроспективы фильмов» Далтона в своем кинотеатре New Beverly Cinema в Лос-Анджелесе. Над входом в здание появился плакат: «С любовью в память о чудесном актёре Рике Далтоне». Поскольку в реальности таких фильмов нет, режиссёр ограничился продажей футболок с «программой ретроспективы». 23 мая Тарантино выпустил эпизод подкаста, целиком посвященный жизни Рика Далтона, — и рассказывал о нём так, как будто это реальный человек.

## Формирование образа
Рик Далтон стал главным героем фильма «Однажды в Голливуде» (2019), действие которого происходит в 1969 году. Далтона в фильме сыграл Леонардо Ди Каприо. В 2020 году Тарантино издал роман под тем же названием, в котором дал больше информации о прошлом Рика. В январе 2022 года стало известно, что написана ещё одна книга — «Фильмы Рика Далтона».
Отдельные эпизоды в вымышленной биографии Рика Далтона имеют соответствия в реальных биографиях реальных голливудских звёзд. Так, телесериал «Закон охоты», в котором Далтон снимался в начале карьеры, — явная отсылка к реальному сериалу «Разыскивается живым или мёртвым» со Стивом Маккуином в главной роли. Отношения между Далтоном и Бутом изображены с оглядкой на отношения между Куртом Расселом и Джоном Казино, между Бертом Рейнольдсом и Хэлом Нидэмом. Рик страдает от недиагностированного биполярного расстройства, и это отсылка к биографии Пита Дюла. В целом, создавая образ Далтона, Тарантино вдохновлялся биографиями актёров, чьи карьеры начались в Голливуде 1960-х годов и оборвались слишком рано; это Ти Хардин, Таб Хантер, Джордж Махарис, Винс Эдвардс, Уильям Шатнер, Эд Бирнс, Фабиан Форте. Ди Каприо ориентировался главным образом на Бирнса, а также на Ральфа Микера.